# Skövde (commune)
La commune de Skövde est une commune suédoise du comté de Västra Götaland, peuplée d'environ 56 780 habitants (2020). Son chef-lieu se situe à Skövde.

## Localités principales
- Igelstorp
- Lerdala
- Skövde
- Skultorp
- Stöpen
- Tidan
- Timmersdala
- Ulvåker
- Väring
- Värsås